# Brankica Nikić
Brankika Nikić est une joueuse serbe de volley-ball née le 26 octobre 1985 à Livno. Elle mesure 1,92 m et joue au poste d'attaquante. Sa sœur Danijela Nikić est également joueuse de volley-ball. 

## Clubs
| Club                    | De        | À         |
| ----------------------- | --------- | --------- |
| VK Spartak Subotica     | 2000-2001 | 2005-2006 |
| Türk Telekom Ankara     | 2006-2007 | 2006-2007 |
| ES Le Cannet-Rocheville | 2007-2008 | 2007-2008 |
| CSU Târgu Mureș         | 2008-2009 | 2008-2009 |
| Emlak TOKİ Ankara       | 2009-2010 | 2009-2010 |
| AZS Białystok           | 2010-2011 | 2010-2011 |
| Oriveden Ponnistus      | 2011-2012 | 2011-2012 |
| Volley San Vito         | 2012-2013 | 2012-2013 |
| OPE Rethymno            | 2013-2014 | 2013-2014 |
| AEK Larnaca             | 2014-2015 | 2014-2015 |
| Club Deportivo Iruña    | 2015-2016 | 2015-2016 |
| AEK Athènes             | 2016-2017 | 2016-2017 |
| Bartın Polisgücü        | 2017-2018 | 2017-2018 |
| ŽOK Ub                  | 2018-2019 | …         |

## Palmarès
- Coupe de France
  - Finaliste :  2008.
- Coupe de la CEV
  - Finaliste :  2008.
- Supercoupe de Chypre
  - Finaliste : 2014.
- Championnat de Chypre
  - Finaliste : 2015.
- Coupe de Chypre
  - Finaliste : 2015.
- Supercoupe d'Espagne
  - Finaliste : 2015.
- Copa de la Reina
  - Finaliste :  2016.